# Кожинци
Кожинци е село в Западна България. То се намира в община Трън, област Перник.

## География
Село Кожинци се намира в планински район, на 12 километра от Трън. През него минава Кожинската река, която извира от подножието на вр."Големи Връх" /1480,5 m/ на Ерулска планина и се влива в Мраморска река, приток на Ерма.

## История
В стари записи селото е отбелязвано като: Кѡжинцѣхь в Папка с отделни листове от разни ръкописи, II ½ ХIV в. (Опис IV 150); Кожинци в Четвероевангелие от ХV в. (Опис I 35); Кожинци в Четвероевангелие от ХVI в. (л.1а, Опис I 45); Kожинче в 1576 г.
Преданието говори, че името на селото идва от това, че там по време на османското владичество са одрани няколко турци злодеи. Друга легенда разказва за любовта между момче и момиче, която не била одобрявана от родителите на момичето и братята на девойката одрали момчето за назидание.

## Културни и природни забележителности
- В селото се намира пещерата "Меча дупка" / денивелация 53м/7м /, където са открити предмети от бронзовата епоха. 
- Скалната пещера "Ямките" / денивелация 70м/15м /, наричана още "Калугерски камик", се намира на 2 km от селото, където в непосредствена близост има кладенче с изворна вода.
- Късноантичната крепост Градище в едноименната местност се намира вероятно на около 2.25 km югозападно по права линия от центъра на село Кожинци, в дясно от пътя за село Пенкьовци. Крепостта е трудно достъпна. Има подчертано военно- отбранителен характер. В момента изцяло е обрасла с гора. Стените и изцяло са покрити с пръст и клони. Площта и е около 5 дка. В миналото части от стената са били запазени над земята. Изградени са от ломен камък, споен с хоросан. Охранявала е пътя, който свързвал Тимошко- моравския басейн със Струма и Бяло море. Предполагаемите GPS координати са : 42°43’49” С.Ш. и 22°36’10” И.Д.
-  Параклиса „Света Богородица“ е български православен параклис, разположен на територията на селото и на около 2 километра южно от село Мрамор, близо до пътя Трън - Земен. Съборът на параклиса е на 15 август. В параклиса има кладенче с целебна минерална вода, през средата на поляната преминава река, до параклиса има чешма с питейна вода, огнище, множество заслони за пикник, тоалетна и просторна поляна, подходяща за палатков лагер.

## Личности
Родени в Кожинци
- Александър Ангелов, македоно-одрински опълченец, зидар, основно образование, 3 рота на 14 воденска дружина[5]
- Рангел Иванов помощник-предводител на втората Трънска чета и учстник в Сръбско-българската война